# Mrakovo (ort i Bosnien och Hercegovina)
Mrakovo är en ort i Bosnien och Hercegovina.   Den ligger i entiteten Federationen Bosnien och Hercegovina, i den centrala delen av landet, 15 km norr om huvudstaden Sarajevo. Mrakovo ligger 517 meter över havet och antalet invånare är 2 856.
Terrängen runt Mrakovo är kuperad. Runt Mrakovo är det ganska tätbefolkat, med 93 invånare per kvadratkilometer.. Närmaste större samhälle är Sarajevo, 14,6 km söder om Mrakovo. 
I omgivningarna runt Mrakovo växer i huvudsak lövfällande lövskog.